# Legislazione sull'uso delle lingue in Belgio

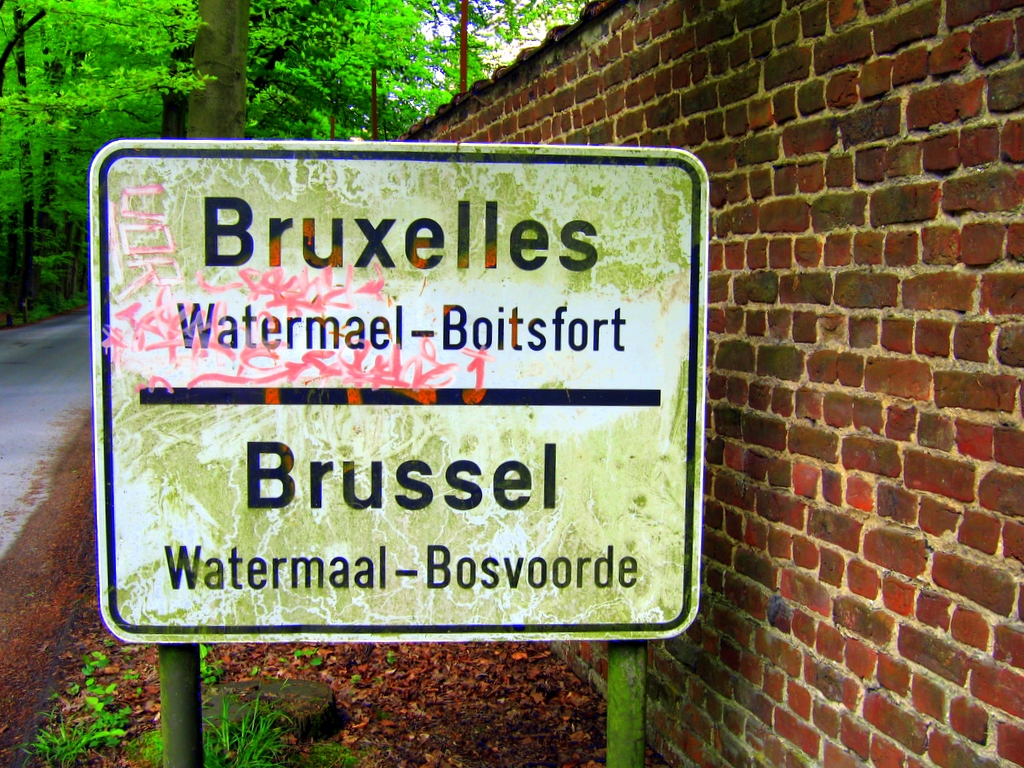
Un nome di luogo bilingue in Belgio

La legislazione sull'uso delle lingue in Belgio è l'insieme delle norme giuridiche belghe su cui si basano la creazione del confine linguistico e la definizione della lingua ufficiale dell'amministrazione. L'articolo 30 della Costituzione del Belgio prevede l'uso gratuito delle lingue da parte dei singoli, i servizi pubblici dello Stato devono rispettare una serie di norme che si applicano sia all'uso delle lingue all'interno del servizio sia tra i diversi servizi e nei confronti del cittadino. In particolare, le leggi linguistiche sono rivolte a legislatori, amministrazioni, tribunali, forze armate e personale docente in Belgio.
La legislazione sulla lingua belga è una delle conseguenze del conflitto fiammingo-vallone che è sorto all'inizio del Movimento fiammingo a metà del XIX secolo tra i fiamminghi di lingua olandese nel nord del Belgio e i valloni di lingua francese nel sud. Lo scopo di queste leggi era di equiparare gradualmente le lingue olandese e francese.
L'uso della lingua rimane ancora una questione delicata in Belgio e porta regolarmente a violente controversie politiche. Ciò vale soprattutto per l'uso delle lingue nell'area bilingue di Bruxelles, nella periferia di Bruxelles e nei "comuni a facilitazione" nella zona di confine tra Fiandre e Vallonia, e in particolare per le strutture linguistiche per la popolazione in quelle aree.

## Promemoria sullo sfondo

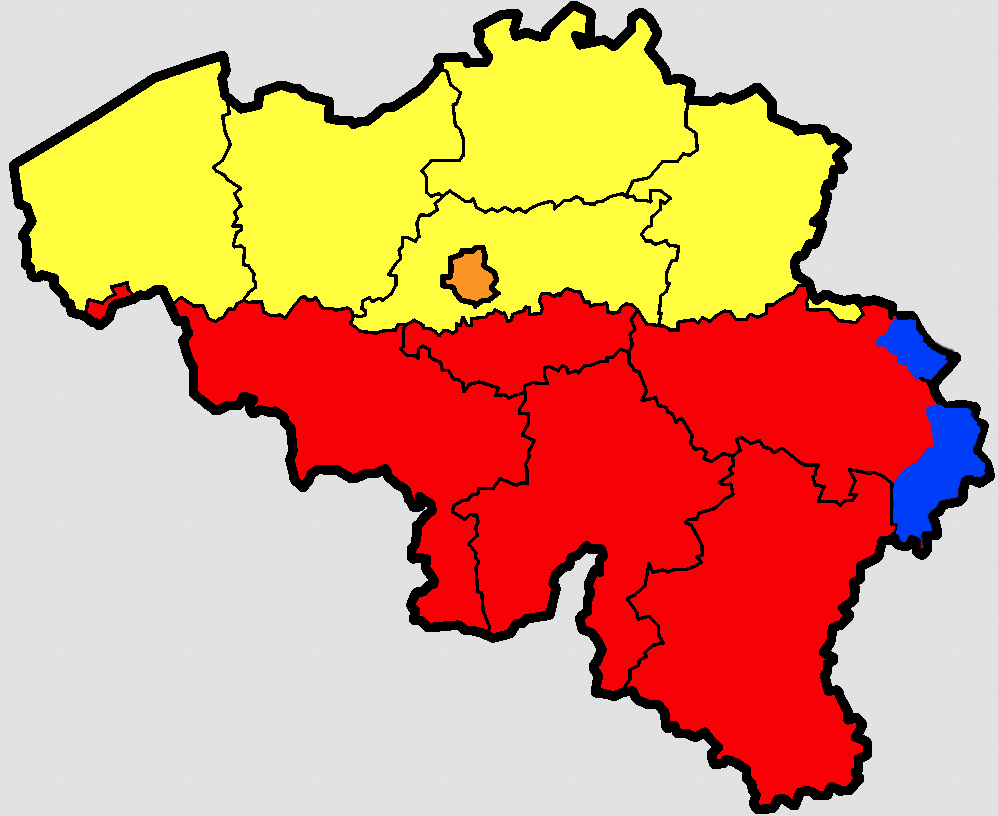
Mappa che indica le aree linguistiche e le province del Belgio. Le province sono contrassegnate da linee nere più sottili. Le aree di lingua olandese (in giallo), le aree di lingua francese (in rosso), le aree di lingua tedesca (in blu) e l'area di lingua francese/olandese (in arancione).

Il Belgio è uno stato federale costituito, secondo la sua Costituzione, da tre comunità (francofona, fiamminga e germanofona) e tre regioni (Fiandre, Vallonia, Bruxelles). Con l'eccezione della Regione di Bruxelles-Capitale, le regioni sono ufficialmente monolingue - uno status che può essere allentato concedendo strutture a facilitazione linguistica.
Ogni comune è necessariamente collegato a una Regione, una regione linguistica e almeno una Comunità.
Le quattro regioni linguistiche sono:
- Regione di lingua francese del Belgio
- Regione di lingua olandese del Belgio
- Regione di lingua tedesca del Belgio
- Regione bilingue di Bruxelles-Capitale

Questa divisione può essere modificata solo da una legge adottata a maggioranza speciale.

## Costituzione
- 1831. L'articolo 30 della Costituzione belga stabilisce la libertà di usare le lingue.
- 1970. L'articolo 4 della Costituzione belga definisce le regioni linguistiche.

## Leggi nazionali o federali
- Legge del 1878 prevede l'uso dell'olandese in materia amministrativa, in alcuni casi a Bruxelles e nelle province settentrionali.
- Legge del 30 luglio 1894 relativa alla prestazione di giuramenti in una delle lingue utilizzate nel paese.
- Legge del 18 aprile 1898, nota come legge Coremans-De Vriendt, richiede che le leggi vengano approvate, sanzionate, promulgate e pubblicate in francese e in olandese.
- Legge del 31 luglio 1921 che traccia un confine linguistico amministrativo che divide il paese in tre regioni: i comuni del nord devono ora usare esclusivamente l'olandese; quelli del sud il francese; la regione bilingue di Bruxelles viene ridefinita in modo più restrittivo.
- Legge del 28 giugno 1932 sull'uso delle lingue in materia amministrativa.
- Legge del 14 luglio 1932 sul regime linguistico dell'istruzione primaria e media.
- Legge del 15 giugno 1935 sull'uso delle lingue in materia giudiziaria.
- Legge del 31 maggio 1961 sull'uso delle lingue in materia legislativa, presentazione, pubblicazione ed entrata in vigore di testi giuridici e regolamentari
- Legge dell'8 novembre 1962 che modifica i limiti delle province, distretti e comuni e modifica la legge del 28 giugno 1932 (...) e la legge del 14 luglio 1932 (...).
- Legge del 2 agosto 1963 sull'uso delle lingue nell'amministrazione stabilisce, tra l'altro, il bilinguismo nell'agglomerato di Bruxelles.
- Leggi coordinate del 18 luglio 1966 sull'uso delle lingue in materia amministrativa.
- Legge del 21 aprile 2007 che modifica l'articolo 40 delle leggi sull'uso delle lingue in materia amministrativa, coordinata il 18 luglio 1966.
- Legge del 19 luglio 2012 su varie modifiche (...), leggi coordinate del 18 luglio 1966 sull'uso delle lingue in materia amministrativa (...).
- Legge del 21 luglio 2013 che modifica la legge del 31 maggio 1961 (...).
- Legge del 21 aprile 2016 che modifica le leggi sull'uso delle lingue in materia amministrativa.

## Circolari fiamminghe
- Circolare belga del 16 dicembre 1997 chiamata "Circular Peeters".
- Circolare BA-98/03, nota come circolare Martens, sull'uso delle lingue nel CPAS.[2]
- Circolare BA-2005/03, chiamata circolare Keulen.[3]

## Chiarimenti
- Per quanto riguarda la regione linguistica bilingue di Bruxelles-Capitale, si dovrebbe chiarire che corrisponde a un regime linguistico distinto da quelli di altre regioni linguistiche ma che non è una regione in cui gli abitanti appartengono a ciò che sarebbe una "Comunità bilingue del Belgio" (in quanto esistono le comunità fiamminga, francese e tedesca del Belgio). È una regione in cui si incontrano le due principali comunità linguistiche del paese e dove la comunità francofona è oggi una maggioranza molto ampia, stimata tra il 90 e il 95% della popolazione della regione di Bruxelles-Capitale. Nonostante l'esistenza costituzionale di quattro regioni linguistiche (in realtà sono quattro diversi regimi linguistici), non esiste quindi una "quarta comunità senza precedenti" bilingue in Belgio. Tuttavia, a Bruxelles alcuni poteri comunitari sono affidati alla Commissione comunitaria francese della Regione di Bruxelles-Capitale Cocof) o alla Commissione comunitaria fiamminga, ma anche alla Commissione comunitaria comune (COCOM), un'istituzione bicomunitaria che regola e gestisce le questioni comunitarie comuni alle due comunità della regione di Bruxelles-Capitale. Tutti i belgi, compresi tutti i residenti di Bruxelles, dipendono da una o più comunità linguistiche monolingue (di lingua francese, olandese o tedesca). I residenti di Bruxelles non devono scegliere una comunità: possono dipendere, a seconda delle circostanze, da diverse istituzioni comunitarie. Lo stesso residente di Bruxelles può, ad esempio, ricevere un sussidio dalla Comunità fiamminga nell'ambito di un'attività artistica, seguire un programma di screening medico in un centro dipendente dal COCOM, ricevere assistenza in un centro dipendente dal COCOF e seguire corsi di promozione sociale a Bruxelles in un istituto di istruzione organizzato dall'una o dall'altra comunità. Anche se ha scelto di usare il francese o l'olandese nei suoi contatti con le varie amministrazioni, che, in base alle leggi linguistiche, usano quindi questa lingua nei contatti con lui. Questa scelta non ha in effetti altre implicazioni sui suoi diritti e non è in alcun modo irreversibile. Più in generale, in Belgio, le Comunità non corrispondono alle sub-nazionalità: se si sposta in tutto il paese, un belga (proprio come uno straniero) dipenderà successivamente da istituzioni di comunità diverse: istituzionalmente, la sua persona non è legata a una delle comunità, anche se la sua lingua e cultura materna sono quelle che corrispondono a una (o più) di queste, e se, personalmente, molto spesso ha un sentimento di appartenenza a uno di queste.
- Un altro chiarimento: i fiamminghi vivono principalmente (98%) nella regione monolingue di lingua olandese (e il 2% vive nella regione bilingue di Bruxelles); i germanofoni che parlano la lingua tedesca risiedono principalmente nella regione di lingua tedesca non multilingue. Mentre per una terza comunità nel paese, i francofoni, le cose differiscono in modo significativo: in effetti, i francofoni del Belgio sono distribuiti per l'80% nella regione francese monolingue (valloni) mentre il 20% dei francofoni belgi vive nella regione bilingue da Bruxelles-Capitale (i brussellesi francofoni). Esistono anche francofoni nella regione fiamminga, non solo nei comuni con strutture vicine alla regione di Bruxelles e al confine linguistico, ma anche nella regione di Gand o Anversa, dove sono "ufficialmente" considerati inesistenti.
- L'entità chiamata nella Costituzione "regione linguistica francofona" e la Comunità francofona del Belgio non coincidono affatto, dal momento che il 20% dei francofoni belgi vive al di fuori della cosiddetta regione francofona. Questi dettagli sono importanti nella misura in cui le denominazioni utilizzate nella Costituzione possono talvolta portare a credere che i francofoni vivano tutti nella "regione di lingua francese", il che è falso; mentre per le altre due comunità linguistiche del paese, le cifre tra "abitanti della regione linguistica" in questione e "comunità linguistica" coincidono in modo approssimativo.